# ويليس سويت
ويليس سويت هو قاضي ومحامي وسياسي أمريكي، ولد في 1856 في ألبور في الولايات المتحدة، وتوفي في 9 يوليو 1925 في سان خوان في الولايات المتحدة. نشط حزبياً في الحزب الجمهوري. وقد انتخب عضو مجلس النواب الأمريكي ‏.